# Ismail al-Faruqi
Ismaʻil Raji al Faruqi (em árabe: إسماعيل راجي الفاروقي, 1 de janeiro de 1921 – 27 de maio de 1986) foi um filósofo palestino-americano conhecido por suas contribuições aos estudos islâmicos e ao diálogo inter-religioso. Ele passou vários anos na Universidade de Al-Azhar no Cairo e lecionou em universidades na América do Norte, incluindo a Universidade McGill em Montreal, Canadá. Al-Faruqi foi professor de Religião na Universidade Temple, onde fundou e presidiu o programa de Estudos Islâmicos. Ele também fundou o Instituto Internacional de Pensamento Islâmico (IIIT). Al-Faruqi escreveu mais de 100 artigos e 25 livros, incluindo Christian Ethics: A Historical and Systematic Analysis of Its Dominant Ideas e Al-Tawhid: Its Implications For Thought And Life.

## Primeiros anos e educação
Al-Faruqi nasceu em Jafa, na Palestina sob mandato britânico. Seu pai, 'Abd al-Huda al-Faruqi, era um juiz islâmico (qadi). Al-Faruqi recebeu sua educação religiosa inicial em casa e na mesquita local. Em 1936, começou a frequentar o colégio francês dominicano Collège des Frères de Jaffa.
Em 1942, foi nomeado registrador de sociedades cooperativas pelo governo do Mandato Britânico da Palestina em Jerusalém. Em 1945, tornou-se governador do distrito da Galileia. Após a Guerra Árabe-Israelense de 1948, al-Faruqi emigrou para Beirute, Líbano, onde estudou na Universidade Americana de Beirute. Posteriormente, matriculou-se na Universidade de Indiana, obtendo seu mestrado em filosofia com uma tese intitulada The Ethics of Reason and the Ethics of Life (Kantian and Nietzschean Ethics) em 1949.
Em sua tese de mestrado, al-Faruqi examinou as éticas de Immanuel Kant e Friedrich Nietzsche. Ele seguiu com um segundo mestrado em filosofia pela Universidade Harvard em 1951 e obteve seu doutorado com uma tese intitulada On Justifying the Good pela Universidade de Indiana em 1952. Em sua tese de doutorado, al-Faruqi argumentou que os valores são essências absolutas e autoexistentes conhecidas a priori através da intuição emocional. Ele baseou suas teorias no uso da fenomenologia por Max Scheler e nos estudos de ética de Nicolai Hartmann.
Seus estudos o levaram a concluir que a ausência de uma fundação transcendente leva ao relativismo moral, o que o levou a reavaliar sua herança islâmica. Dentro de seis anos de sua chegada aos Estados Unidos, ele reconheceu a necessidade de um estudo mais profundo do Islã, o que o levou a estudar na Universidade de Al-Azhar, no Egito. Quando deixou os Estados Unidos, ele havia desenvolvido novas questões sobre obrigações morais e buscava integrar suas buscas intelectuais com sua identidade islâmica.

## Carreira acadêmica
Em 1958, al-Faruqi foi convidado para uma bolsa de estudos na Faculdade de Teologia da Universidade McGill. Ele morava em Ville St. Laurent e juntou-se ao Instituto de Estudos Islâmicos da McGill a convite de seu fundador, Wilfred Cantwell Smith. De 1958 a 1961, ele lecionou ao lado de Smith e era conhecido por sua abordagem dinâmica e original ao pensamento islâmico. Durante seu tempo na McGill, ele estudou teologia cristã e judaísmo e tornou-se amigo do filósofo paquistanês Fazlur Rahman. Em 1961, Rahman organizou uma nomeação de dois anos para al-Faruqi no Instituto Central de Pesquisa Islâmica em Karachi, Paquistão, para expô-lo a diversas culturas muçulmanas. Al-Faruqi trabalhou como professor visitante lá de 1961 a 1963.
Em 1964, Al-Faruqi voltou aos Estados Unidos e serviu como professor visitante na Escola de Teologia da Universidade de Chicago e como professor associado na Universidade de Syracuse. Em 1968, ele ingressou na Universidade Temple como professor de religião, onde fundou o Programa de Estudos Islâmicos e ocupou o cargo até sua morte em 1986. Durante seu tempo na Universidade Temple, al-Faruqi orientou muitos alunos, incluindo seu primeiro estudante de doutorado, John Esposito.
Em março de 1977, al-Faruqi desempenhou um papel significativo na Primeira Conferência Mundial sobre Educação Muçulmana em Meca. Esta conferência incluiu participantes como Muhammad Kamal Hassan, Syed Muhammad Naquib al-Attas e Syed Ali Ashraf, entre outros. A conferência estabeleceu as bases para a criação de universidades islâmicas em Daca, Islamabad, Kuala Lumpur, Campala e Níger. Al-Faruqi foi fundamental nas deliberações da conferência e no desenvolvimento de seus planos de ação.

## Filosofia e pensamento

### Primeiros pensamentos: Arabismo
O foco intelectual inicial de al-Faruqi estava em urubah (arabismo). Ele argumentava que urubah era a identidade central e o conjunto de valores que unia todos os muçulmanos em uma única comunidade de crentes (ummah). Al-Faruqi acreditava que o árabe, como a língua do Alcorão, era essencial para a compreensão plena da concepção islâmica do mundo. Ele postulava que urubah era inseparável da identidade muçulmana, abrangendo dimensões linguísticas e religiosas.
Al-Faruqi também enfatizava o conceito de tawhid (monoteísmo) como um elemento central da consciência religiosa árabe, que ele encontrou no judaísmo, cristianismo e islã. Esta ideia destacava um fluxo compartilhado de crenças monoteístas nessas religiões, enraizadas na cultura e na língua árabes. Ele acreditava que o islã e o monoteísmo eram presentes da consciência árabe para a humanidade, o que se opunha ao nacionalismo baseado em raça da era moderna.
Esta posição foi criticada por alguns estudiosos por sua abordagem essencialista e centrada no árabe. Críticos, incluindo intelectuais muçulmanos não árabes, desafiaram sua afirmação de que o árabe era a única estrutura linguística adequada para o pensamento islâmico. O tempo de al-Faruqi no Paquistão, onde ele foi exposto a diversas culturas muçulmanas, pouco fez para alterar inicialmente suas visões centradas no árabe.

### Mudança para o Islamismo
As perspectivas de al-Faruqi evoluíram significativamente após sua mudança para os Estados Unidos. Seu envolvimento com a Associação de Estudantes Muçulmanos (MSA) na Universidade Temple apresentou-lhe um grupo diverso de estudantes muçulmanos de várias origens culturais. Esta exposição o levou a reconsiderar seu foco inicial no arabismo. Ele começou a priorizar uma identidade islâmica mais ampla em vez do nacionalismo árabe, afirmando: "Até alguns meses atrás, eu era um palestino, um árabe e um muçulmano. Agora eu sou um muçulmano que por acaso é um árabe da Palestina". Refletindo mais sobre sua identidade, al-Faruqi observou: "Eu me perguntei: Quem sou eu? Um palestino, um filósofo, um humanista liberal? Minha resposta foi: Eu sou um muçulmano.".
Essa mudança também foi influenciada por seu envolvimento no diálogo inter-religioso, onde ele começou a ver a importância de uma identidade islâmica unificada para promover conversas significativas com não-muçulmanos. O envolvimento de al-Faruqi na MSA e seus encontros com diversas culturas muçulmanas nos Estados Unidos reforçaram ainda mais sua identidade islâmica mais ampla em detrimento de suas visões centradas no árabe.

### Meta-religião
Al-Faruqi procurou estabelecer princípios meta-religiosos baseados na razão para avaliar as religiões contra padrões universais, em vez de compará-las entre si. Esse empreendimento ambicioso visava encontrar um terreno comum para a compreensão e cooperação entre diferentes fés. Ele propôs vários princípios orientadores para o diálogo, incluindo que todo diálogo está sujeito a críticas, a comunicação deve obedecer às leis de coerência interna e externa, o diálogo deve corresponder à realidade e estar livre de "figurações canônicas", e um foco em questões éticas em vez de disputas teológicas.
Al-Faruqi acreditava que o diálogo meta-religioso poderia servir como um meio para alcançar a compreensão mútua e o respeito entre diferentes comunidades religiosas, ajudando a superar o fosso criado por diferenças doutrinárias. Seu foco na ética em detrimento da teologia foi destinado a facilitar encontros inter-religiosos mais construtivos e menos contenciosos.

### Conhecimento holístico
Al-Faruqi contribuiu significativamente para o desenvolvimento do conceito de conhecimento holístico, expressando preocupações sobre a secularização do conhecimento nas sociedades muçulmanas. Ele discutiu "o mal-estar da ummah" e argumentou que a dependência de ferramentas e métodos seculares ocidentais levou a uma desconexão com as realidades ecológicas e sociais das nações muçulmanas, muitas vezes negligenciando violações da ética islâmica. Ele enfatizou a importância de integrar princípios islâmicos com o conhecimento moderno para enfrentar os desafios contemporâneos e manter a integridade ética da ummah.
Os esforços intelectuais posteriores de al-Faruqi focaram na islamização do conhecimento. Ele procurou harmonizar os princípios islâmicos com as disciplinas acadêmicas contemporâneas, defendendo uma integração holística da fé e da razão. Seu trabalho nessa área culminou na fundação do IIIT, que visava desenvolver uma epistemologia e metodologia islâmica para várias áreas de estudo.
Al-Faruqi enfatizou a necessidade de integrar o conhecimento islâmico com as ciências modernas. Ele acreditava no desenvolvimento de um currículo islâmico unificado que incorporasse disciplinas contemporâneas enquanto as fundamentava no pensamento islâmico. Sua abordagem envolvia um processo sistemático para identificar e eliminar elementos incompatíveis com os princípios islâmicos e integrar valores islâmicos em várias disciplinas acadêmicas.
Focando fortemente na reforma educacional, Al-Faruqi defendia a criação de currículos abrangentes e instituições acadêmicas que combinassem ciências islâmicas e modernas. Essa abordagem visava formar estudiosos proficientes em ambas as áreas, capazes de enfrentar desafios contemporâneos a partir de uma perspectiva islâmica. Al-Faruqi também destacou a importância do desenvolvimento curricular, estratégias práticas para implementação e uma abordagem holística para reformar todo o sistema educacional.

### Visões sobre o Sionismo
Al-Faruqi era um crítico vocal do sionismo, vendo-o como incompatível com o judaísmo devido à sua ideologia nacionalista. Ele argumentava que as injustiças causadas pelo sionismo exigiam sua desmantelamento. Ele propôs que ex-israelenses judeus que renunciassem ao sionismo pudessem viver como uma "comunidade ummática" dentro do mundo muçulmano, aderindo à lei judaica conforme interpretada pelos tribunais rabínicos dentro de um contexto islâmico. Esta posição destacou seu compromisso com uma visão de justiça enraizada em princípios islâmicos.

## Conquistas acadêmicas
Em 1980, al-Faruqi co-fundou o Instituto Internacional de Pensamento Islâmico (IIIT) com Taha Jabir Alalwani, Abdul Hamid AbuSulayman e Anwar Ibrahim.
Al-Faruqi contribuiu para os estudos islâmicos por meio de seus extensos escritos e envolvimento em organizações acadêmicas e inter-religiosas. Ele escreveu mais de 100 artigos em revistas acadêmicas e publicou 25 livros, incluindo Christian Ethics: A Historical and Systematic Analysis of Its Dominant Ideas (1968), Islam and the Problem of Israel (1980) e Al-Tawhid: Its Implications For Thought And Life (1982). Ele esteve envolvido na criação do Grupo de Estudos Islâmicos da Academia Americana de Religião e serviu como seu presidente por dez anos. Além disso, ocupou cargos como vice-presidente do Colóquio Inter-Religioso pela Paz e presidente do Colégio Islâmico Americano em Chicago.
Al-Faruqi propôs o conceito de tawhid (monoteísmo) como um princípio unificador no pensamento islâmico, enfatizando sua relevância em vários aspectos da vida, incluindo ética, política e educação. Sua iniciativa de "islamização do conhecimento" visava integrar princípios islâmicos com disciplinas acadêmicas contemporâneas, promovendo uma integração holística da fé e da razão. No IIIT, seu trabalho envolvia a criação de uma estrutura para uma epistemologia islâmica, incluindo o desenvolvimento de currículos e metodologias de pesquisa baseadas no pensamento islâmico. Esta iniciativa tinha como objetivo enfrentar os desafios colocados pela secularização e engajar-se com a tradição intelectual do islã.
De acordo com Ibrahim Kalin, a "islamização do conhecimento" de al-Faruqi visava principalmente as humanidades, excluindo o conhecimento científico moderno, o que levou a um foco sociológico no conhecimento islâmico e negligenciou o impacto secularizante da ciência moderna.
Al-Faruqi também esteve envolvido no diálogo inter-religioso, promovendo o entendimento mútuo e a cooperação entre diferentes comunidades religiosas. Seus esforços visavam fomentar um ambiente global de paz e respeito, destacando as semelhanças entre islã, cristianismo e judaísmo.

## Relevância contemporânea
As ideias de al-Faruqi sobre a islamização do conhecimento continuam a influenciar o pensamento islâmico contemporâneo. Sua ênfase na integração de princípios islâmicos com disciplinas acadêmicas modernas permanece relevante para estudiosos e educadores que buscam harmonizar fé e razão. Seu trabalho é frequentemente citado em conferências acadêmicas e publicações sobre pensamento islâmico e educação.
As contribuições de al-Faruqi para o diálogo inter-religioso também são amplamente reconhecidas. Seus esforços para promover o entendimento mútuo e a cooperação entre diferentes comunidades religiosas foram notados em várias obras acadêmicas. Sua abordagem ao diálogo inter-religioso, que enfatizava as semelhanças entre islã, cristianismo e judaísmo, é considerada uma contribuição importante para fomentar um ambiente global de paz e respeito.
Suas contribuições para a comunidade muçulmana em Montreal e sua influência na bolsa de estudos islâmica foram reconhecidas postumamente.

## Morte
Em maio de 1986, al-Faruqi e sua esposa foram assassinados em sua casa em Wyncote (Pensilvânia) por Joseph Louis Young, também conhecido como Yusuf Ali. Young confessou o crime, foi condenado à morte e morreu na prisão de causas naturais em 1996. O ataque também deixou sua filha, Anmar al-Zein, gravemente ferida, mas ela sobreviveu após exigir tratamento médico extensivo. Várias teorias foram sugeridas sobre as motivações por trás dos assassinatos, incluindo um assalto mal-sucedido e um assassinato politicamente motivado.